# Tênis nos Jogos Olímpicos de Verão de 2020 - Duplas masculinas
O torneio de duplas masculinas de tênis nos Jogos Olímpicos de Verão de 2020 foi disputado entre 24 e 30 de julho de 2021 no Parque de Tênis de Ariake, localizado na ilha artificial de mesmo nome, no bairro de Koto, em Tóquio. Um total de 64 tenistas de 22 Comitês Olímpicos Nacionais (CON) participaram do evento.
Pela primeira vez, tanto a medalha de ouro quanto a de prata foram vencidas pela Croácia, com Nikola Mektić e Mate Pavić derrotando Marin Čilić e Ivan Dodig por 6–4, 3–6, [10–6]. A disputa pelo ouro em duplas entre representantes de um mesmo país não acontecia desde 1908. Na disputa pelo bronze, Marcus Daniell e Michael Venus da Nova Zelândia derrotaram Austin Krajicek e Tennys Sandgren dos Estados Unidos por 7–6 (7–3), 6–2. Foi a primeira medalha olímpica de tênis da Nova Zelândia.

## Qualificação
Cada Comitê Olímpico Nacional (CON) poderia inscrever até duas duplas (quatro tenistas) no torneio. O número total de jogadores masculinos, tanto em simples como em duplas, para cada CON não poderia exceder seis. Foram 32 vagas totais para duplas (64 tenistas) no evento. A qualificação se baseou prioritariamente pelo ranking da ATP de 7 de junho de 2021.
Até 10 duplas foram selecionadas por meio do ranking individual de duplas. Os 10 melhores jogadores nesse ranking se classificam automaticamente e poderiam selecionar qualquer parceiro com classificação entre os 300 primeiros, tanto em simples quanto em duplas. Para preencher as demais vagas, o melhor ranking de simples ou duplas de um competidor foi usado, com as duas classificações da dupla de tenistas sendo somadas para dar uma soma combinada, com as melhores classificações garantindo as vagas no torneio.
Assim que a cota de jogadores fosse atingida, a prioridade seria dada a duplas com ambos os membros jogando em simples (com a classificação combinada usada para selecionar dentro desse grupo). No caso improvável de não se completar o preenchimento dos 32 pares, vagas adicionais seriam preenchidas com prioridade para duplas com um membro jogando em simples; finalmente, se as vagas ainda não fossem preenchidas, seria utilizada a classificação combinada de duplas sem jogadores em simples.

## Formato
A competição consiste de um torneio de eliminação única, com os perdedores das semifinais disputando a medalha de bronze. As partidas são em melhor de três sets, com um desempate (tiebreak) sendo jogado em todos os sets ao chegar em 6–6, incluindo o último set da partida.

## Calendário
Horário local (UTC+9)
| Data                | Horário | Fase                |
| ------------------- | ------- | ------------------- |
| 24 de julho de 2021 | 11:00   | Primeira rodada     |
| 25 de julho de 2021 | 11:00   | Primeira rodada     |
| 26 de julho de 2021 | 11:00   | Oitavas de final    |
| 27 de julho de 2021 | 11:00   | Oitavas de final    |
| 28 de julho de 2021 | 11:00   | Quartas de final    |
| 29 de julho de 2021 | 15:00   | Semifinal           |
| 30 de julho de 2021 | 15:00   | Disputa pelo bronze |
| 30 de julho de 2021 | 15:00   | Final               |

## Medalhistas
| Ouro   | CRO Nikola Mektić e Mate Pavić     |
| Prata  | CRO Marin Čilić e Ivan Dodig       |
| Bronze | NZL Marcus Daniell e Michael Venus |

## Cabeças de chave
01.   CRO Nikola Mektić / CRO Mate Pavić (campeões, medalha de ouro)
02.   FRA Pierre-Hugues Herbert / FRA Nicolas Mahut (primeira rodada)
03.   COL Juan Sebastián Cabal / COL Robert Farah (quartas)
04.   ROC Aslan Karatsev / ROC Daniil Medvedev (primeira rodada)
05.   POL Hubert Hurkacz / POL Łukasz Kubot (primeira rodada)
06.   ROC Karen Khachanov / ROC Andrey Rublev (primeira rodada)
07.   GBR Jamie Murray / GBR Neal Skupski (oitavas)
08.   NED Wesley Koolhof / NED Jean-Julien Rojer (segunda rodada, desistiram)

## Resultados
A competição foi realizada ao longo de sete dias até a definição dos medalhistas:

### Legenda
| - Q = Qualifier - WC = Wild Card (convidado/a) - LL = Lucky Loser | - Alt = Alternate - SE = Special Exempt - PR = Protected Ranking (ranking protegido) | - w/o ou w.o. = Walkover (não compareceu) - r ou ab. = Retired (abandonou) - d = Defaulted (desclassificado) |

### Fase final
|  | Semifinal | Semifinal                               | Semifinal                      | Semifinal | Semifinal |                                  |   | Final                                   | Final                                | Final               | Final               | Final               |
|  |           |                                         |                                |           |           |                                  |   |                                         |                                      |                     |                     |                     |
|  | 1         | CRO Nikola Mektić CRO Mate Pavić        | 6                              | 6         |           |                                  |   |                                         |                                      |                     |                     |                     |
|  |           | USA Austin Krajicek USA Tennys Sandgren | 4                              | 4         |           |                                  |   |                                         |                                      |                     |                     |                     |
|  |           | USA Austin Krajicek USA Tennys Sandgren | 4                              | 4         | 1         | CRO Nikola Mektić CRO Mate Pavić | 6 | 3                                       | [10]                                 |                     |                     |                     |
|  |           |                                         |                                |           |           | CRO Nikola Mektić CRO Mate Pavić | 6 | 3                                       | [10]                                 |                     |                     |                     |
|  |           |                                         | CRO Marin Čilić CRO Ivan Dodig | 4         | 6         | [6]                              |   |                                         |                                      |                     |                     |                     |
|  |           | NZL Marcus Daniell NZL Michael Venus    | CRO Marin Čilić CRO Ivan Dodig | 4         | 6         | [6]                              | 2 | 2                                       |                                      |                     |                     |                     |
|  |           | NZL Marcus Daniell NZL Michael Venus    |                                |           |           |                                  | 2 | 2                                       |                                      |                     |                     |                     |
|  |           | CRO Marin Čilić CRO Ivan Dodig          | 6                              | 6         |           |                                  |   | Disputa pelo bronze                     | Disputa pelo bronze                  | Disputa pelo bronze | Disputa pelo bronze | Disputa pelo bronze |
|  |           |                                         |                                |           |           |                                  |   | USA Austin Krajicek USA Tennys Sandgren | 63                                   | 2                   |                     |                     |
|  |           |                                         |                                |           |           |                                  |   |                                         | NZL Marcus Daniell NZL Michael Venus | 7                   | 6                   |                     |

### Chave superior
| Primeira rodada | Primeira rodada                     | Primeira rodada | Primeira rodada | Primeira rodada |  |   | Segunda rodada                | Segunda rodada                  | Segunda rodada | Segunda rodada | Segunda rodada |  |  | Oitavas de final | Oitavas de final                | Oitavas de final | Oitavas de final | Oitavas de final |  |  | Quartas de final | Quartas de final              | Quartas de final | Quartas de final | Quartas de final |
|                 |                                     |                 |                 |                 |  |   |                               |                                 |                |                |                |  |  |                  |                                 |                  |                  |                  |  |  |                  |                               |                  |                  |                  |
| 1               | CRO N Mektić CRO M Pavić            | 78              | 6               |                 |  |   |                               |                                 |                |                |                |  |  |                  |                                 |                  |                  |                  |  |  |                  |                               |                  |                  |                  |
|                 | BRA M Demoliner BRA M Melo          | 6               | 4               |                 |  |   | 1                             | CRO N Mektić CRO M Pavić        | 7              | 65             | [10]           |  |  |                  |                                 |                  |                  |                  |  |  |                  |                               |                  |                  |                  |
|                 | ESP P Andújar ESP R Carballés Baena | 5               | 4               |                 |  |   | ITA L Musetti ITA L Sonego    | 5                               | 7              | [7]            |                |  |  |                  |                                 |                  |                  |                  |  |  |                  |                               |                  |                  |                  |
|                 | ITA L Musetti ITA L Sonego          | 7               | 6               |                 |  |   |                               |                                 |                |                |                |  |  | 1                | CRO N Mektić CRO M Pavić        | 6                | 6                |                  |  |  |                  |                               |                  |                  |                  |
| ITF             | JPN B McLachlan JPN K Nishikori     | 6               | 6               |                 |  |   |                               |                                 |                |                |                |  |  | ITF              | JPN B McLachlan JPN K Nishikori | 3                | 3                |                  |  |  |                  |                               |                  |                  |                  |
|                 | POR J Sousa POR P Sousa             | 1               | 4               |                 |  |   | ITF                           | JPN B McLachlan JPN K Nishikori | 6              | 6              |                |  |  |                  |                                 |                  |                  |                  |  |  |                  |                               |                  |                  |                  |
|                 | ARG A Molteni ARG H Zeballos        | 7               | 4               | [11]            |  | 7 | GBR J Murray GBR N Skupski    | 3                               | 4              |                |                |  |  |                  |                                 |                  |                  |                  |  |  |                  |                               |                  |                  |                  |
| 7               | GBR J Murray GBR N Skupski          | 63              | 6               | [13]            |  |   |                               |                                 |                |                |                |  |  |                  |                                 |                  |                  |                  |  |  | 1                | CRO N Mektić CRO M Pavić      | 6                | 6                |                  |
| 4               | ROC A Karatsev ROC D Medvedev       | 5               | 4               |                 |  |   |                               |                                 |                |                |                |  |  |                  |                                 |                  |                  |                  |  |  |                  | USA A Krajicek USA T Sandgren | 4                | 4                |                  |
|                 | SVK L Klein SVK F Polášek           | 7               | 6               |                 |  |   |                               | SVK L Klein SVK F Polášek       | 7              | 2              | [5]            |  |  |                  |                                 |                  |                  |                  |  |  |                  |                               |                  |                  |                  |
|                 | AUS J Peers AUS M Purcell           | 6               | 65              | [5]             |  |   | USA A Krajicek USA T Sandgren | 62                              | 6              | [10]           |                |  |  |                  |                                 |                  |                  |                  |  |  |                  |                               |                  |                  |                  |
|                 | USA A Krajicek USA T Sandgren       | 3               | 7               | [10]            |  |   |                               |                                 |                |                |                |  |  |                  | USA A Krajicek USA T Sandgren   | 6                | 7                |                  |  |  |                  |                               |                  |                  |                  |
|                 | KAZ A Bublik KAZ A Golubev          | 7               | 63              | [8]             |  |   |                               |                                 |                |                |                |  |  |                  | GER J-L Struff GER A Zverev     | 3                | 64               |                  |  |  |                  |                               |                  |                  |                  |
|                 | FRA J Chardy FRA G Monfils          | 64              | 7               | [10]            |  |   |                               | FRA J Chardy FRA G Monfils      | 4              | 5              |                |  |  |                  |                                 |                  |                  |                  |  |  |                  |                               |                  |                  |                  |
|                 | GER J-L Struff GER A Zverev         | 6               | 7               |                 |  |   | GER J-L Struff GER A Zverev   | 6                               | 7              |                |                |  |  |                  |                                 |                  |                  |                  |  |  |                  |                               |                  |                  |                  |
| 5               | POL H Hurkacz POL Ł Kubot           | 2               | 65              |                 |  |   |                               |                                 |                |                |                |  |  |                  |                                 |                  |                  |                  |  |  |                  |                               |                  |                  |                  |

### Chave inferior
| Primeira rodada | Primeira rodada                             | Primeira rodada | Primeira rodada | Primeira rodada |  |   | Segunda rodada               | Segunda rodada              | Segunda rodada | Segunda rodada | Segunda rodada |  |  | Oitavas de final | Oitavas de final             | Oitavas de final | Oitavas de final | Oitavas de final |  |  | Quartas de final | Quartas de final          | Quartas de final | Quartas de final | Quartas de final |
|                 |                                             |                 |                 |                 |  |   |                              |                             |                |                |                |  |  |                  |                              |                  |                  |                  |  |  |                  |                           |                  |                  |                  |
| 8               | NED W Koolhof NED J-J Rojer                 | 6               | 7               |                 |  |   |                              |                             |                |                |                |  |  |                  |                              |                  |                  |                  |  |  |                  |                           |                  |                  |                  |
|                 | BEL S Gillé BEL J Vliegen                   | 3               | 65              |                 |  |   | 8                            | NED W Koolhof NED J-J Rojer |                |                |                |  |  |                  |                              |                  |                  |                  |  |  |                  |                           |                  |                  |                  |
|                 | BLR E Gerasimov BLR I Ivashka               | 3               | 6               |                 |  |   | NZL M Daniell NZL M Venus    | w/o                         |                |                |                |  |  |                  |                              |                  |                  |                  |  |  |                  |                           |                  |                  |                  |
|                 | NZL M Daniell NZL M Venus                   | 6               | 78              |                 |  |   |                              |                             |                |                |                |  |  |                  | NZL M Daniell NZL M Venus    | 6                | 3                | [10]             |  |  |                  |                           |                  |                  |                  |
|                 | AUS J Millman AUS L Saville                 | 5               | 2               |                 |  |   |                              |                             |                |                |                |  |  | 3                | COL JS Cabal COL R Farah     | 3                | 6                | [7]              |  |  |                  |                           |                  |                  |                  |
|                 | AUT O Marach AUT P Oswald                   | 7               | 6               |                 |  |   |                              | AUT O Marach AUT P Oswald   | 4              | 1              |                |  |  |                  |                              |                  |                  |                  |  |  |                  |                           |                  |                  |                  |
|                 | ESP P Carreño Busta ESP A Davidovich Fokina | 2               | 4               |                 |  | 3 | COL JS Cabal COL R Farah     | 6                           | 6              |                |                |  |  |                  |                              |                  |                  |                  |  |  |                  |                           |                  |                  |                  |
| 3               | COL JS Cabal COL R Farah                    | 6               | 6               |                 |  |   |                              |                             |                |                |                |  |  |                  |                              |                  |                  |                  |  |  |                  | NZL M Daniell NZL M Venus | 2                | 2                |                  |
| 6               | ROC K Khachanov ROC A Rublev                | 7               | 65              | [10]            |  |   |                              |                             |                |                |                |  |  |                  |                              |                  |                  |                  |  |  |                  | CRO M Čilić CRO I Dodig   | 6                | 6                |                  |
|                 | USA R Ram USA F Tiafoe                      | 63              | 7               | [12]            |  |   |                              | USA R Ram USA F Tiafoe      | 3              | 5              |                |  |  |                  |                              |                  |                  |                  |  |  |                  |                           |                  |                  |                  |
|                 | JPN T Daniel JPN Y Nishioka                 | 2               | 4               |                 |  |   | CRO M Čilić CRO I Dodig      | 6                           | 7              |                |                |  |  |                  |                              |                  |                  |                  |  |  |                  |                           |                  |                  |                  |
|                 | CRO M Čilić CRO I Dodig                     | 6               | 6               |                 |  |   |                              |                             |                |                |                |  |  |                  | CRO M Čilić CRO I Dodig      | 4                | 7                | [10]             |  |  |                  |                           |                  |                  |                  |
|                 | GER K Krawietz GER T Pütz                   | 6               | 6               |                 |  |   |                              |                             |                |                |                |  |  |                  | GBR A Murray GBR J Salisbury | 6                | 62               | [7]              |  |  |                  |                           |                  |                  |                  |
|                 | ARG F Bagnis ARG D Schwartzman              | 2               | 1               |                 |  |   |                              | GER K Krawietz GER T Pütz   | 2              | 62             |                |  |  |                  |                              |                  |                  |                  |  |  |                  |                           |                  |                  |                  |
|                 | GBR A Murray GBR J Salisbury                | 6               | 6               |                 |  |   | GBR A Murray GBR J Salisbury | 6                           | 7              |                |                |  |  |                  |                              |                  |                  |                  |  |  |                  |                           |                  |                  |                  |
| 2               | FRA P-H Herbert FRA N Mahut                 | 3               | 2               |                 |  |   |                              |                             |                |                |                |  |  |                  |                              |                  |                  |                  |  |  |                  |                           |                  |                  |                  |